# Skolefag
Et skolefag er et kundskabsområde, der er afgrænset og tilrettelagt for undervisning i skoler.
Udgangspunktet kan være videnskabsfag (fx historie, tysk, matematik) og håndværksfag (fx sløjd, hjemkundskab) og andre emner (fx idræt, færdselslære), som beskrives i en fagplan. Fagenes indhold er normalt resultatet af politiske beslutninger.
Undervisningen i folkeskole og gymnasium skal både være kvalificerende og almendannende, og undervisningen skal leve op til begge krav. Fagafgrænsningen kan variere. Astronomi findes som valgfag i gymnasiet, og i folkeskolen dækkes faget dels i geografi og dels i faget fysik/kemi, der er ét fag i folkeskolen, men to fag i gymnasiet. I en periode i anden halvdel af forrige århundrede var der er folkeskolefag, der hed orientering; det indeholdt elementer fra fagene historie, biologi, geografi og samfundsfag, der efterfølgende blev selvstændige fag igen. I folkeskolens 1.-6. klasse undervises der i Natur og teknik (N/T), der er sammensat af elementer fra fysik, kemi, geografi, biologi og voksen almenviden med videre, herunder det, der i tysk grundskole hedder Sachkunde (de). Det kan være at følge et brevs vej fra afsender gennem postbesørgelse til modtager, eller mælkens vej fra ko til karton på morgenbordet. – Skrivning var et selvstændigt skolefag i folkeskolen indtil slutningen af det 20. århundrede.
Skolefagene og deres afgrænsning har en lang historisk tradition bag sig. Især i gymnasiet er videnskabsorienterede læseplaner blevet en ny indfaldsvinkel, men pædagogisk-psykologisk forskning har godtgjort, at især folkeskolens mål ikke tilgodeses tilstrækkeligt ad denne vej. Det er ikke nok med boglighed, men kropslig og emotionel udvikling skal også tilgodeses gennem fag som sløjd og billedkunst. Privatskoler, der satser ensidigt på boglig faglighed, understøtter ikke begrebet om det hele menneske, der udvikles alsidigt. Samtidig med at fagkonsulenter blev til læringskonsulenter i folkeskolen i 2010'erne, blev læseplaner til læreplaner.